# جيمس هايز (سياسي)
جيمس هايز (بالإنجليزية: James Hayes)‏ هو سياسي أسترالي، ولد في 1831 بمقاطعة كورك في جمهورية أيرلندا، وتوفي في 24 مايو 1908. انتخب عضو الجمعية التشريعية نيو ساوث ويلز.